# Euchomenella adwinae
Euchomenella adwinae là một loài bọ ngựa thuộc họ Deroplatyidae. Loài này được Vermeersch miêu tả khoa học năm 2018.